# Embarras (singel)
Embarras – singel polskiej piosenkarki Ireny Santor z 1960 roku, wydany przez wydawnictwo muzyczne Synkopa. Utwór stał się jedną z najbardziej znanych piosenek w karierze wokalistki. Autorem tekstu jest Jeremi Przybora, zaś muzyki Jerzy Wasowski.
W 1996 r. wydany ponownie na płycie Duety oraz na singlu promującym album, a utwór wraz z Ireną Santor wykonała Edyta Górniak.

## Lista utworów
1. „Embarras” – 3:18[3]

## Notowania utworu
| Lista (1996)                       | Pozycja |
| ---------------------------------- | ------- |
| Lista Przebojów Programu Trzeciego | 42      |